# Basaltkegel

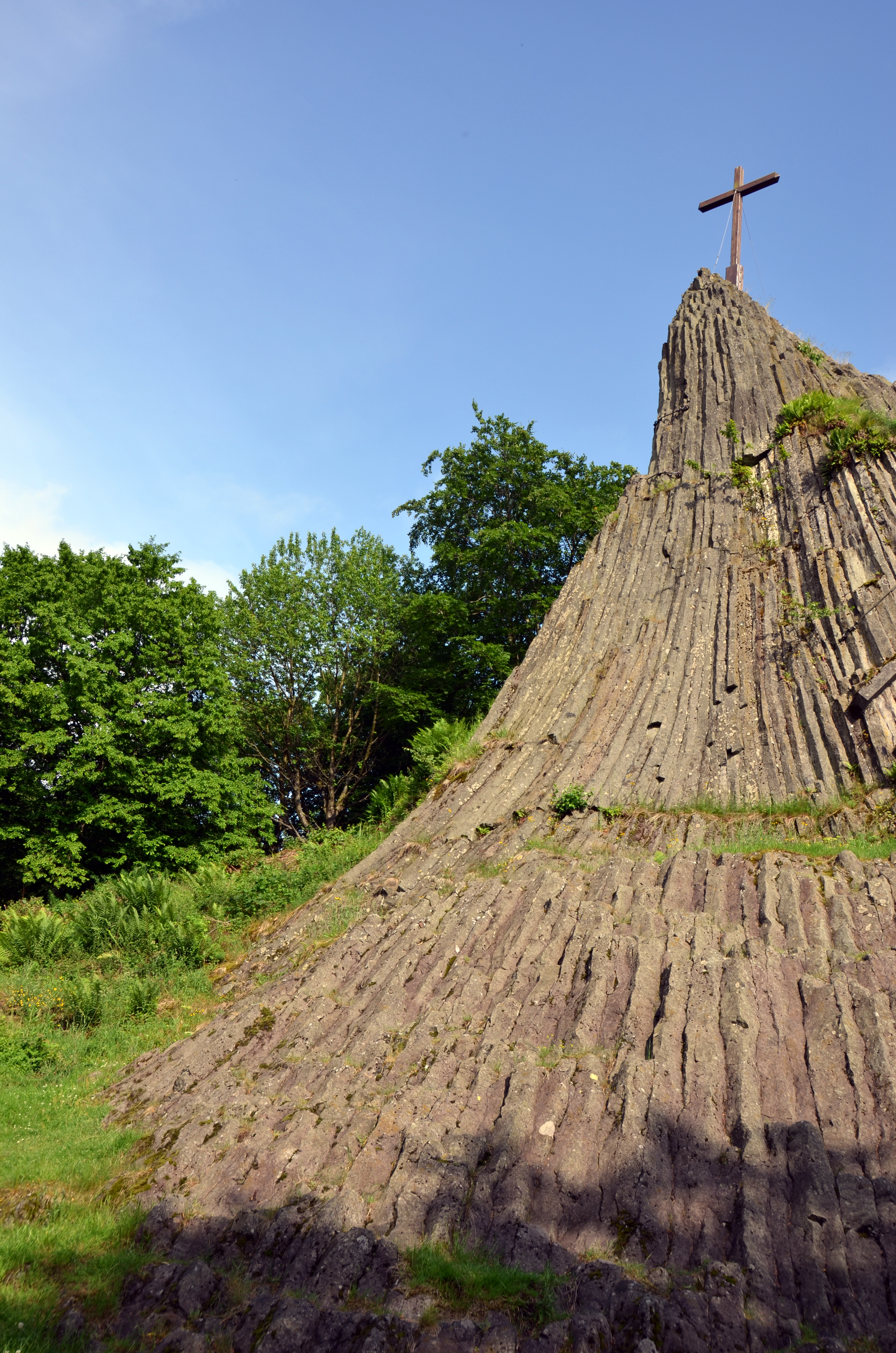
Nationaler Geotop Druidenstein

Ein Basaltkegel ist ein wissenschaftshistorischer Begriff, der umgangssprachlich noch verwendet wird. Er beschreibt das durch Verwitterung freigelegte, widerstandsfähige Basaltgestein im Innern eines erloschenen Vulkans, das als Härtling die umgebende Landschaft überragt. In den Geowissenschaften wird Basaltkegel als Fachbegriff nicht mehr verwendet. Dies gilt auch für ähnliche Begriffe wie Phonolithkegel oder Porphyrkegel.
Solche Kegelberge entstanden, als Magma aus dem Erdinneren aufstieg und nahe der Erdoberfläche erstarrte. Meist handelt es sich um Gestein, das am Ende der Fördertätigkeit im Schlot eines Vulkans erstarrte. Der ursprüngliche Kegelberg wurde im Laufe der Zeit durch die Abtragung der umgebenden weicheren Materialien durch Erosion zerstört, und der obere Teil des Gesteinskerns wurde auf diese Weise freigelegt.
Besonders häufig kommen sie in Mittelgebirgen vor, so etwa Basaltkegel im Steinwald, der Hohen Rhön, und im Böhmischen Mittelgebirge, aber auch einzeln wie z. B. beim Desenberg (bei Warburg) oder dem Druidenstein (bei Kirchen an der Sieg).

## Begriff

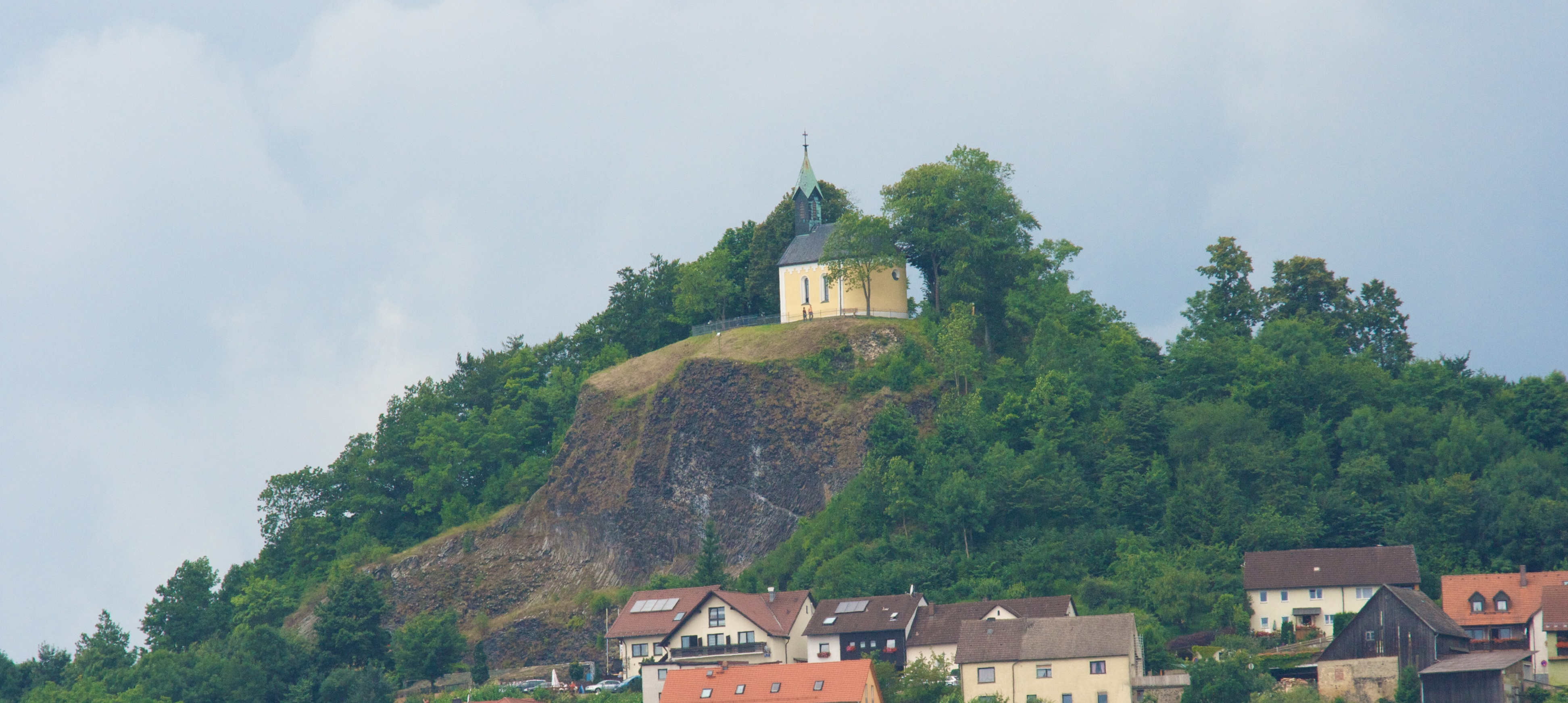
Nach Alexander von Humboldt ist der Hohe Parkstein der „schönste Basaltkegel Europas“.

Der Begriff wird vor allem umgangssprachlich als Eigen- und Beiname benutzt, insbesondere wenn es sich um eine Landmarke, ein Wahrzeichen oder ein Geotop handelt, wie z. B. den Hohen Parkstein, den Rauhen Kulm oder den Badacsony am Balaton. In der touristisch orientierten Darstellung von Landschaften werden solche Begriffe heute noch gern verwendet.
In den Geowissenschaften wird heute von Kegelberg gesprochen, gegebenenfalls mit einem auf die Gesteinsart verweisenden Zusatz oder einen Hinweis auf seine vulkanische Herkunft. So wird der Begriff meist durch eine die Entstehung oder das Gestein genauer beschreibende Bezeichnung ersetzt, so etwa Quellkuppe, Stock oder Schlotfüllung. Neben Basalt bilden auch andere vulkanische Gesteine kegel- und kuppelförmige Erhebungen, so etwa Phonolith und Porphyr.

### Verallgemeinerung des Begriffs „Basaltkegel“
Die umgangssprachliche Verallgemeinerung kann deshalb als notwendig erachtet werden, weil die Unterscheidung von Eruptionsgesteinen für den Laien kaum möglich und „Basalt“ ein üblicherweise bekanntes Wort ist. Ein prominentes Beispiel für die abstrakte Verwendung des Begriffs „Basaltkegel“ liefert Bernhard von Cotta. Dieser führte zur Erklärung von Erstarrungs- und Eruptivgesteinen 1867 u. a. aus: „Nichts liegt näher, als dergleichen meist isolirt stehende Basalt- und Trachytkegel für die freigespülten inneren Kerne von Vulkanen zu halten“.
Dieser historische Bezug kann als Hinweis dafür verstanden werden, obwohl die konkrete petrographische Unterscheidung bei den Vulkaniten zu jener Zeit schon so ausgeprägt war, dass der Basalt als Überbegriff in gängiger Anwendung verwendet wurde.

## Geschichte

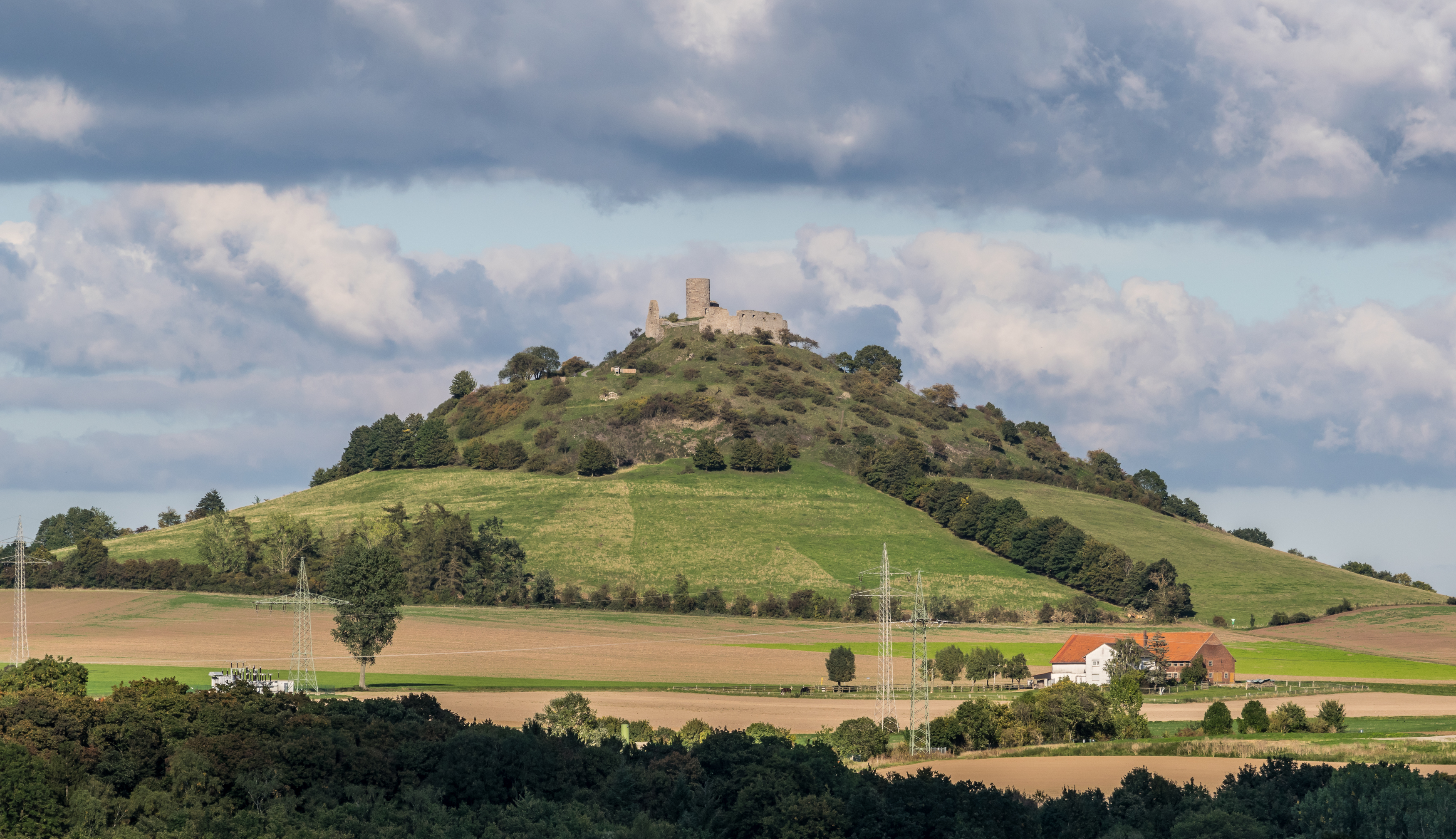
Der Desenberg mit Burgruine in der Warburger Börde bei Warburg (Nordrhein-Westfalen)

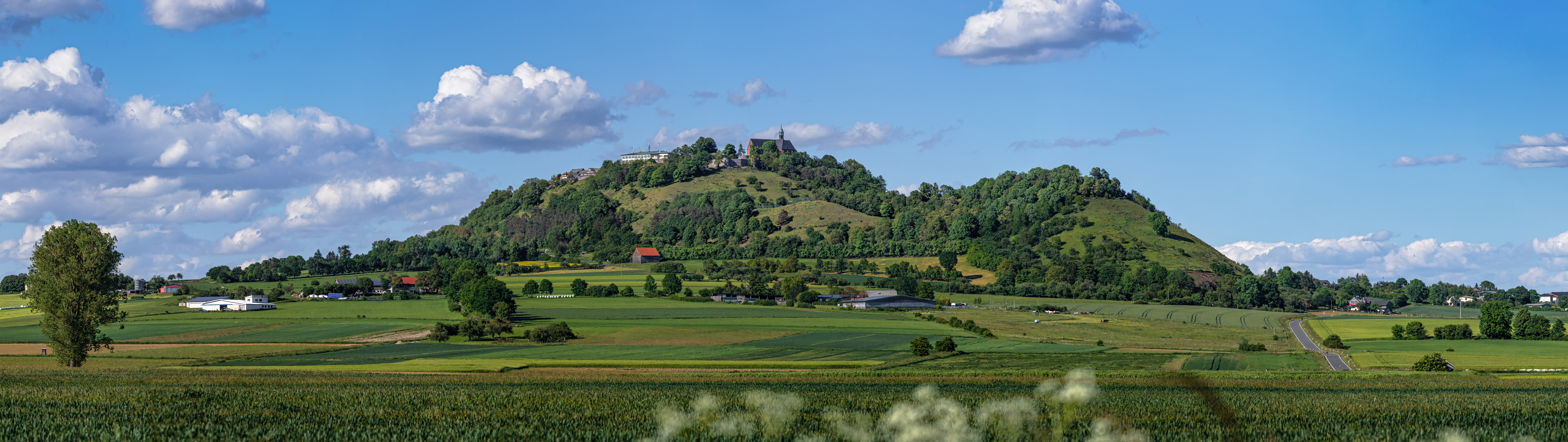
Die Amöneburg in Mittelhessen

Böhmische Geologen des 19. und 20. Jahrhunderts bevorzugten häufig konkrete Termini wie z. B. Phonolithkegel. Der führende Basaltforscher Böhmens im 19. Jahrhundert, Emanuel Bořický, wendet den Terminus Basaltkegel gezielt bei Eruptionskernen mit Säulenausprägung an. Dazu führt er 1873 aus:

„Bergkegeln, die, aus vertikalen oder gegen die Bergachse mehr weniger geneigten, in die Tiefe eingreifenden Säulen bestehend, als Hervorragungen...anzusehen sind, … bilden die gewöhnliche tektonische Form für die in den Randzonen des linken Elbufers und nahe dem rechten Elbeufer befindlichen Basaltvarietäten, während in den vom Elbeufer entfernteren Basaltbergen und Basaltkegelketten der nord- und südöstlichen Randzonen die mauerähnlichen, aus horizontalen Säulen aufgebauten Gänge als Fortsetzung in die Tiefe erscheinen. Basaltkegel letzterer Art sind theils durch eine wallähnliche, zackige Erhebung des Bodens mit Hervorragungen kleiner Basalthügel verbunden, …“

Goethe bezeichnet anhand seiner Beobachtungen im Siebengebirge den Basaltkegel als „typische Bergform des Basalts“. Die historische Bedeutung dieses Begriffes geht auf den Neptunistenstreit zurück, in dessen Zentrum die Entstehungsweise des Basalts stand. Nachdem Nicolas Desmarest die vulkanische Herkunft des Basaltes 1771 erstmals wissenschaftlich beschrieb, wandten sich namhafte Geowissenschaftler der Zeit dagegen und argumentierten zu Gunsten einer Sedimenttheorie (Neptunismus/Plutonismus). Es kam zu einer scharfen öffentlichen Kontroverse zwischen Abraham Gottlob Werner einerseits und Johann Carl Wilhelm Voigt, Johann Friedrich Wilhelm Widenmann sowie anderen Naturforschern. Werner argumentierte 1788 im Bergmännischen Journal von Alexander Wilhelm Köhler in direkter Kontroverse mit einer dort abgedruckten Entgegnung von Voigt wie folgt:

„Die ersten Mineralogen, welche den Basalt für eine Ausgeburt des Feuers erklärten, nahmen ihre Beweise dafür von der kegelförmigen Gestalt und dem Freystehen der Basaltberge her. Und um ihre Behauptung noch mehr zu unterstützen, waren sie emsig bemüht, überall auf den Gipfeln dieser Berge Gruben zu finden, die sie so schnell, leicht und für das übrige unbesorgt für Krater annahmen, und ausgaben, als ängstlich sie solche vorher gesucht hatten.“

In einigen Standardwerken über die Mineralogie und Gesteinskunde im Verlauf des Neptunisten-Plutonisten-Streits werden markante kegelförmige Berge als Folge ihres basaltischen Aufbaus interpretiert. Johann Friedrich Wilhelm Widenmann schreibt 1794 in seinem Handbuch des oryktognostischen Theils der Mineralogie hierzu: Die Basaltberge zeichnen sich durch ihre kegelförmige Gestalt, und durch die bald mehr bald weniger regelmäßige Säulen, und manchmal auch durch kugelförmig abgesonderte Stücke, in die sie öfters abgetheilt sind, aus. Dabei nimmt er zur Entstehungsweise des Basalts keine Stellung und benennt lediglich die verschiedenen Positionen. Diese Auffassung hielt sich verhältnismäßig lange und wird innerhalb der geowissenschaftlichen Literatur des 19. Jahrhunderts weitergetragen. Das Handbuch der Mineralogie von Christian August Siegfried Hoffmann, fortgeführt von August Breithaupt, verzeichnet folgende Beschreibung:

„Der Basalt gehört seiner Entstehungszeit gemäs ganz den Flözgebirgen, und zwar dem Flöztrap an, […]. Man mus ihn als das Hauptglied des Flöztrapgebirges betrachten, und man findet ihn entweder in theils spizzigen, theils abgeplatteten kegelförmigen Bergen und einzelnen Kuppen, theils in einzelnen Lagern und Nestern, mit anderen zu dieser Gebirgsformazion gehörenden Gebirgsarten. […] Uiberhaupt bilden die Basalt-Gebirge und Kuppen gewissen Familien, die sich in Zügen aneinander reihen, oder doch durch einzelne Partieen mit einander in Verbindung stehen. Sind diese Familien sehr eng gruppirt, so bilden sie eine eigene Art von Gebirgen, die Kegelgebirge.“

Um einen Kompromiss bemühten sich u. a. Alexander von Humboldt und Johann Wolfgang von Goethe. Die Kontroverse lenkte zeitweilig das Interesse von naturwissenschaftlich orientierten Kreisen auf dieses Gestein und seine Erscheinungsformen in der Landschaft. Die Annahme einer neptunistischen Entstehungsweise von Basalt wurde durch die Reisen Leopold von Buchs in die Auvergne in den Jahren 1802 sowie 1815 endgültig und anerkannt widerlegt.